# نظام الحسابات القومية

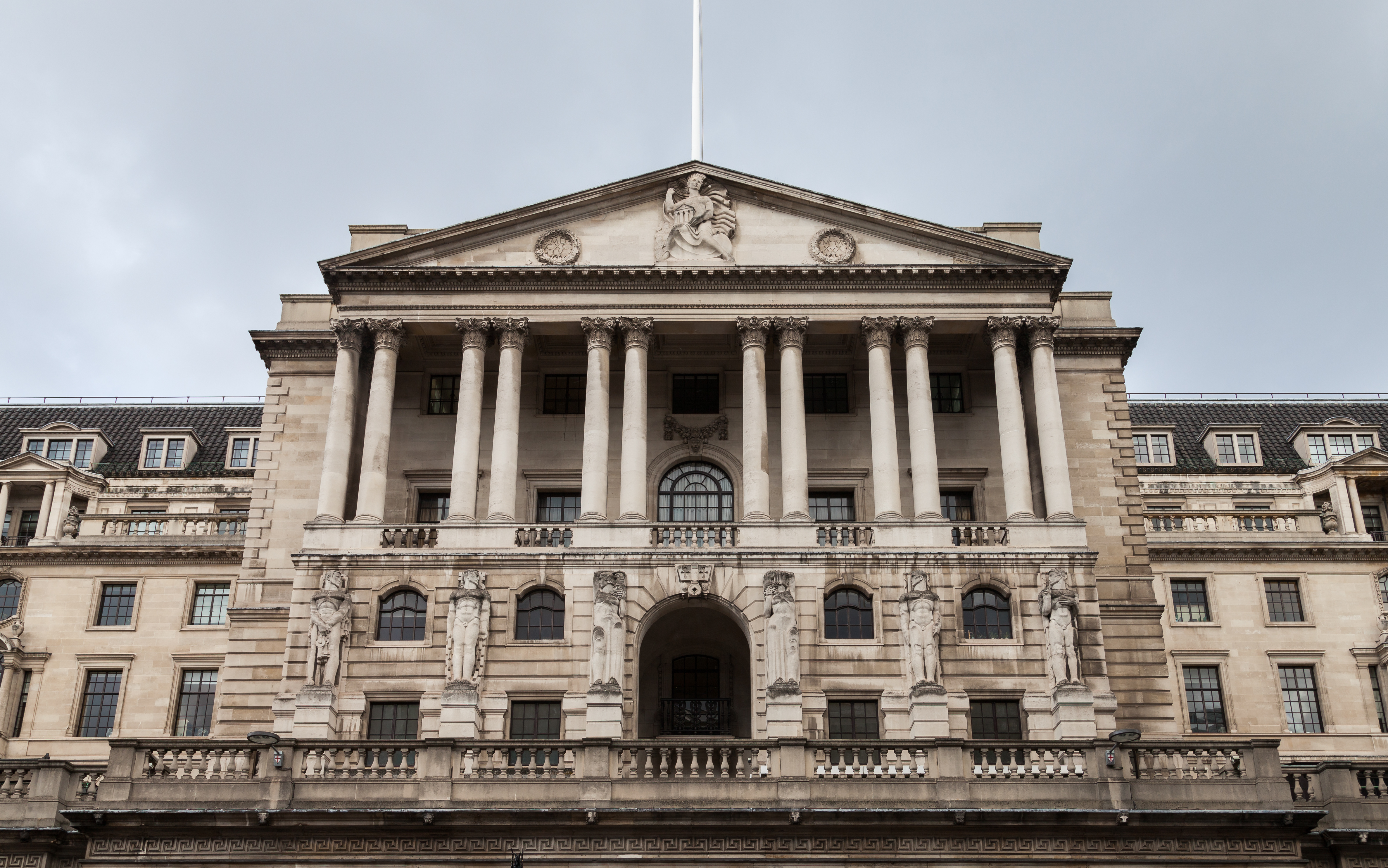
بنك إنجلترا، لندن، إنجلترا.

نظام الحسابات القومية (المعروف سابقًا باسما نظام الأمم المتحدة للحسابات القومية)، نظام قياسي دولي للحسابات القومية وأول معيار دولي نُشر في عام 1953. أصدرت كتيبات لمراجعة عام 1968 ومراجعة عام 1993 ومراجعة عام 2008. تبنت العديد من الدول نظام الحسابات القومية في إصداراته المختلفة التي تضمنت في كثير من الأحيان تعديلات كبيرة تناسب الوضع المحلي لكل دولة. يستمر هذا النظام بالتطور ويعمل على تحسينه كل من الأمم المتحدة وصندوق النقد الدولي والبنك الدولي ومنظمة التعاون والتنمية في الميدان الاقتصادي والمكتب الإحصائي للجماعات الأوروبية.
الهدف من نظام الحسابات القومية هو توفير نظام كامل ومتكامل للحسابات، يتيح إجراء مقارنات دولية لجميع الأنشطة الاقتصادية المهمة. تكمن الفكرة في أن تستخدم البلدان نظام الحسابات القومية بشكل منفرد كدليل في بناء نظم المحاسبة الوطنية الخاصة بها لتعزيز قابلية تلك النظم للمقارنة على الصعيد الدولي. لكن الالتزام بمعيار دولي يُعد أمرًا طوعيًا ولا يمكن فرض تطبيقه. تختلف الأنظمة التي تستخدمها بعض الدول (مثل فرنسا والولايات المتحدة والصين) بشكل كبير عن نظام الحسابات القومية. لا يعتبر هذا الأمر بحد ذاته مشكلة طالما يوفر كل نظام بيانات كافية يمكن إعادة صياغتها لتجميع الحسابات القومية وفقًا لمعيار نظام الحسابات القومية.

## نشر البيانات
تُستخدم البيانات الاقتصادية والمالية من الدول الأعضاء لتجميع بيانات سنوية (وأحيانًا فصلية) عن الناتج الإجمالي والاستثمار ومعاملات رأس المال والإنفاق الحكومي والتجارة الخارجية. تُنشر النتائج في حولية الأمم المتحدة، إحصائيات الحسابات القومية: المجاميع الرئيسية والجداول التفصيلية، والتي تتبع حاليًا (وحتى دخول مراجعة 2008 حيز التنفيذ) توصيات 1993. كل القيم المذكورة تكون بالعملة المحلية للبلد ذات الصلة.
إضافة إلى ذلك، قد تنشر المكاتب الإحصائية الوطنية سلسلة بيانات من نوع نظام الحسابات القومية. بما أن بيانات الحسابات القومية تخضع للتدقيق والتنقيح مرارًا وتكرارًا -لأنها تتضمن عددًا كبيرًا جدًا من مصادر البيانات المختلفة والمدخلات وإجراءات التقدير التي تؤثر على الإجماليات- فغالبًا ما تكون هناك اختلافات بين الإجماليات المذكورة لنفس الفترة المحاسبية في منشورات مختلفة صادرة في سنوات مختلفة. قد تُراجع «الأرقام النهائية الأولى» بأثر رجعي لعدة مرات بسبب إدخال مصادر أو طرق أو تغييرات مفاهيمية جديدة. قد تكون التنقيحات السنوية طفيفة من الناحية الكمية، ولكن بما أنها تراكمية، فستشكّل تغييرًا ملحوظًا بالاتجاه إذا أخذت على المدى الطويل (10 سنوات مثلًا، وهذا ما يجب على الباحث أن يأخذه بعين الاعتبار عند السعي للحصول على مجموعة بيانات متسقة.

## جودته وتغطيته
تختلف جودة وشمولية بيانات الحسابات القومية بين البلدان لعدة أسباب منها:
- تستثمر بعض الحكومات أموالًا في الأبحاث الإحصائية أكثر بكثير من الحكومات الأخرى.
- قد يصعب قياس النشاط الاقتصادي بدقة في بعض البلدان أكثر من غيرها (على سبيل المثال، اقتصاد غير رسمي كبير أو انتشار الأمية أو الافتقار إلى اقتصاد نقدي أو صعوبات القيام بمسح شامل بسبب عوامل جغرافية أو عدم استقرار اجتماعي سياسي أو الحركة الكبيرة جدًا للناس والأصول كما هي الحال بشكل خاص في بلدان جنوب الصحراء الكبرى).
- تتمتع بعض الوكالات الإحصائية بقدر أكبر من الاستقلالية العلمية وحرية أكبر للتصرف بميزانيتها من غيرها، ما يسمح لها بأن تجري المسوحات أو التقارير الإحصائية التي لا تستطيع الوكالات الإحصائية الأخرى القيام بها لأسباب قانونية أو سياسية أو مالية.
- بعض البلدان (على سبيل المثال هولندا وألمانيا وبريطانيا وبولندا وأستراليا) لديها تقليد فكري قوي (علمي أو ثقافي) في مجال الإحصاءات الاجتماعية، فنرى إحصائياتها تعود غالبًا إلى مئة عام أو حتى عدة مئات من السنين، في حين أن بعض الدول الأخرى -مثل العديد من البلدان الأفريقية- لم تبدأ الحكومات في تنظيم تعداد سكاني إلا مؤخرًا، ولم تبدأ الجامعات عملها إلا بعد ذلك. ما يهم هنا وقبل كل شيء، ما إذا كان المجتمع يرى قيمة الإحصاءات ويستخدمها للتحليل وتحديد السياسات، وبالتالي ما إذا كان مستوعبًا لأهمية الاستثمار في المؤسسات الإحصائية ومتعاطفًا معها.
- على الرغم من أن الأمم المتحدة لا تقوى على فرض الإنتاج الفعلي للإحصاءات على مستوى معين في الدول الأعضاء، حتى إذا وقعت تلك الدول على الاتفاقيات الدولية، فإن بعض دول العالم المنضوية ضمن اتحادات دولية (على سبيل المثال الاتحاد الأوروبي، أو منظمة التعاون الاقتصادي والتنمية، أو الولايات المتحدة) تتطلب عند الانضمام إليها أن تقدّم الدول الأعضاء في الاتحاد مجموعات بيانات موحدة لإتاحة المقارنة بين الدول، حتى لو لم يكن لدى الدول نفسها الكثير من الاستخدام للبيانات المقدمة. إذن، قد تكون هناك «حوافز خارجية» لتقديم معلومات إحصائية أكثر شمولاً تؤثر على بعض البلدان، ولكنها أقل وضوحًا في بلدان أخرى، حيث تكون المعلومات مطلوبة من قبل بعض الهيئات الدولية.

## الحسابات الرئيسية في النظام
يتضمن نظام الحسابات القومية الحسابات التالية:
- حساب الإنتاج (مكونات الناتج الإجمالي)
- التوزيع الأساسي لحساب الدخل (الدخل الناتج عن الإنتاج)
- حساب التحويلات أو حساب إعادة التوزيع، بما في ذلك الإنفاق الاجتماعي
- حساب إنفاق الأسرة
- حساب رأس المال
- حساب المعاملات المالية المحلية أو «تدفق الأموال»
- التغييرات في حساب قيم الأصول
- حساب الأصول والمطلوبات (الميزانية العمومية)
- حساب المعاملات الخارجية (ميزان المدفوعات)

تتضمن هذه الحسابات مختلف المرفقات والحسابات الفرعية، كما توفَّر المعايير لجداول المدخلات والمخرجات التي توضح المعاملات بين قطاعات الإنتاج.
توفِر جميع الدول الأعضاء في الأمم المتحدة تقريبًا حسابات الدخل والمنتجات، ولكنها لا توفر بالضرورة مجموعة كاملة من الحسابات القياسية أو مجموعة كاملة من البيانات للمعلومات المحاسبية القياسية المقدمة. على سبيل المثال، بالكاد تتوفر حسابات موحّدة  للأصول والخصوم الموحدة للأسر وهذا الأمر لا يزال بحاجة لتطوير.
برز تطوّر مؤخرًا وهو محاولة إنشاء حسابات قياسية للمخزونات الاستراتيجية للموارد الطبيعية.

## الانتقادات العامة التي يتعرض لها نظام الحسابات القومية

### انتقادات عامة
أكثر انتقاد يتعرض له نظام الحسابات القومية هو أن مفاهيمه لا تعكس بشكل كافٍ التفاعلات والعلاقات والأنشطة في العالم الحقيقي، وذلك لمجموعة متنوعة من الأسباب أهمها:
- لا يقدم النظام تفاصيل واضحة لظواهر اقتصادية معينة، ما يوحي بأنها غير موجودة.
- هناك خطأ في مخطط التقييم المُفترض.
- في المحاولة الجريئة لإدراج جميع الأنشطة التجارية «الجزئية» تحت عناوين «كلّية»، ستنتج حتمًا صورة مشوهة لنتائج الواقع لأن جزءًا واحدًا على الأقل من المعاملات الصغيرة لا يتناسب بسهولة مع العناوين المفاهيمية العامة.
- بيانات الحسابات القومية ليست مفيدة لحل العديد من مشاكل المجتمع، لأن هذه المشاكل تتطلب أنواعًا مختلفة تمامًا من البيانات لحلها، على سبيل المثال البيانات السلوكية أو البيانات الموقفية أو البيانات المادية.
- تُنشأ بيانات الحسابات القومية من آلاف سلسلات البيانات المختلفة، وعادة ما تُراجَع النتائج عدة مرات بعد نشر التقديرات الرسمية الأولى. لذلك، نادرًا ما تكون التقديرات الأولى دقيقة تمامًا من حيث مفاهيم القياس المستخدمة. إضافة إلى ذلك، غالبًا ما تُراجَع سلسلة البيانات السابقة التي أُصدِرت، وأحيانًا بعد مرور عدة سنوات، لذلك لا تكون البيانات «نهائية» ولا دقيقة تمامًا.